# Körmend
La ville de Körmend est une ville hongroise située dans le Département de Vas à proximité de la frontière autrichienne.

## Histoire
La ville est particulièrement connue pour son château qui appartenait à la famille Batthyány, une des plus importantes familles aristocratiques de Hongrie. En 1915, le prince László Batthyány-Strattmann, ophtalmologiste de renommée internationale, y fonda un hôpital.
Aujourd'hui, le château appartient à l'état hongrois.

## Jumelages
- Heinävesi, Finlande
- Rožnov pod Radhoštěm, République tchèque
- Güssing, Autriche
- Hermagor, Autriche
- Fürstenfeld, Autriche
- Groesbeek, Pays-Bas
- Ubbergen, Pays-Bas
- Kranenburg, Allemagne